# リンチェン・タシー
リンチェン・タシー（Rin chen bkra shis、生没年不詳）は、チベット仏教サキャ派の仏教僧。大元ウルスにおける10代目の帝師を務めた。
漢文史料の『元史』では輦真乞剌失思（niǎnzhēn qǐlàshīsī）と表記される。

## 概要
『元史』によると天暦2年（1329年）12月に帝師に任命され、チベットから朝廷に至ったとされる。しかし、釈老伝はこの人物の帝師就任を最後として歴代帝師についての記述を終えており、どのような事績があったかはほとんど記録がない。『元史』巻33文宗本紀にはリンチェン・タシーが帝師に就任した月の末に「故帝師の舎利をその国に還した」との記述があり、稲葉正就はこの「故帝師」がリンチェン・タシーであって、就任の直後に死去したのではないかと推測している。
チベット語史料側には同名の人物は見られないが、tucci教授は『フゥラン・テプテル』に見える「リンチェンタク国師」なる人物こそが「輦真乞剌失思」と同一人物ではないかと推測している｡『フゥラン・テプテル』は第2章「シナ・チベットの歴史」の元になった文書を「宋祁（Su khyi）というものが著わし、後に范祖禹（Han gsi hus）が蒐めて編纂し、シナのロツァワ・バフゥギャンジュ（Ba hu gyan ju）が乙酉の年に臨洮（Çin kun）において翻訳し、ラマ・リンチェンタク国師（Rin chen grags gu çrhi）が乙丑の年にチベット文字で印刷に付したものである」としており、リンチェンタクは宋祁が編纂した『新唐書』吐蕃伝のチベット語訳を出版したことで知られているようである。上述の「乙丑年」は1325年を指す可能性が高いことも、輦真乞剌失思＝Rin chen grags説を裏付けている。